# Pleurobranchus areolatus
Pleurobranchus areolatus is een slakkensoort uit de familie van de Pleurobranchidae. De wetenschappelijke naam van de soort is voor het eerst geldig gepubliceerd in 1863 door Mörch.